# Disastro di Texas City
Il disastro di Texas City è consistito in due esplosioni verificatasi il 16 e il 17 aprile 1947 a Texas City, nello Stato del Texas. Le esplosioni, separate da circa 11 ore, avvennero nel porto della città e furono causate da un incendio divampato su due navi cariche di nitrato d'ammonio. Le esplosioni raggiunsero l'intensità di 3,8 chilotoni e riportarono alla memoria la devastazione provocata dalle bombe atomiche sganciate sulle città giapponesi di Hiroshima e Nagasaki appena due anni prima.
Secondo le stime di allora l'esplosione causò almeno 581 morti, di cui 178 non furono mai identificati, e più di 3 000 feriti.

## Antefatto

### Imbarcazioni coinvolte
La SS Grandcamp era un cargo francese, originariamente statunitense, appartenente alla classe Liberty e recentemente rientrata in servizio dopo aver servito nel teatro del Pacifico durante la seconda guerra mondiale. Il carico era composto principalmente da nitrato d'ammonio (NH4NO3), munizioni di piccolo calibro, macchinari e balle di sisal e spago.
La nave era originariamente diretta al porto di Houston, tuttavia l'autorità portuale vietava categoricamente lo stoccaggio dell'NH4NO3 a causa della sua pericolosità. Nel porto della città a circa 200 metri di distanza si trovava un altro cargo, la SS High Flyer, contenente 872 tonnellate di nitrato d'ammonio e 1600 tonnellate di zolfo.

### Nitrato d'ammonio
Le diverse tonnellate di nitrato d'ammonio presenti nel porto, destinate all'Europa per essere utilizzate come fertilizzante, erano stoccate sia sulle due navi che nei magazzini ed erano stati trasportati su un treno, alterandone la temperatura e favorendo pertanto la reattività chimica.

## Esplosione

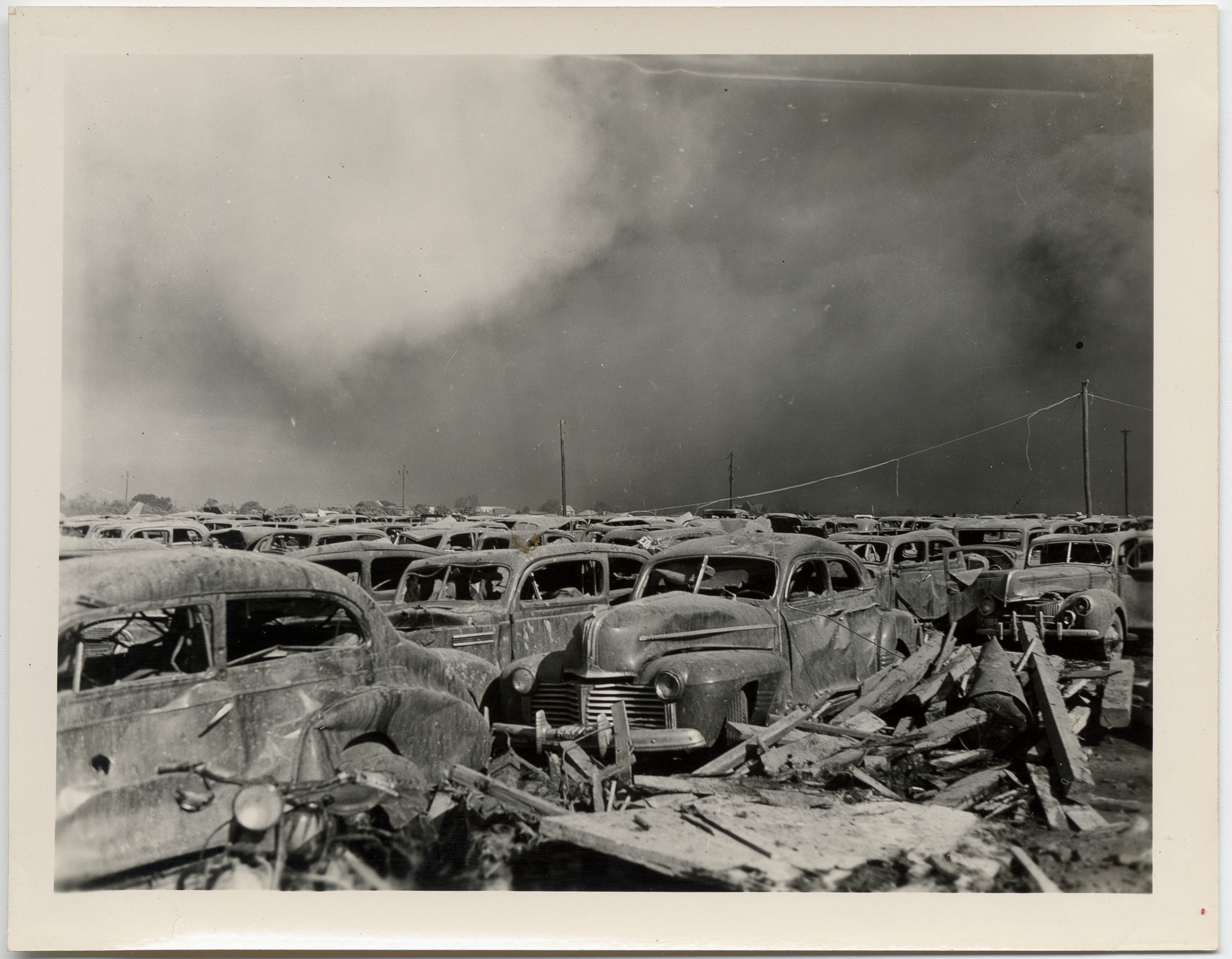
Un parcheggio a circa 400 metri dall'esplosione

Il 16 aprile 1947, intorno alle 8:00 fu avvistato del fumo uscire dalla stiva della Grandcamp mentre era ancora ormeggiata. Nell'ora successiva i tentativi di spegnere o tenere sotto controllo il fuoco fallirono.
Poco prima delle 9:00 del mattino, il capitano ordinò ai suoi uomini di immettere vapore nella stiva, un metodo usato per contrastare gli incendi, nella speranza di preservare il carico. Questa procedura vana fu dovuta al fatto che il nitrato di ammonio produce ossigeno, neutralizzando così le proprietà di estinzione del vapore. Al contrario, il vapore può avere contribuito al fuoco convertendo il nitrato di ammonio in protossido di azoto, provocando poi una deriva termica mentre al contempo il calore già intenso nella stiva della nave aumentava.
Nel frattempo, il fuoco attirò una folla di curiosi lungo la costa, consideratisi a distanza di sicurezza. La pressione del vapore all'interno della nave spinse i vapori verso i boccaporti aperti e la colorazione insolita giallo-arancio, tipica del biossido di azoto, attirò ancor più i curiosi. La stiva ed il ponte cominciarono a gonfiarsi per effetto della pressione del vapore che agiva all'interno della nave.
Alle 09:12, il nitrato di ammonio raggiunse una soglia esplosiva a causa della combinazione di calore e pressione; la nave esplose, causando distruzione e danni in tutto il porto. La tremenda esplosione causò un'intensa un'onda marina di quasi 5 metri rilevabile a 160 km al largo della costa del Texas. L'esplosione rase al suolo quasi 1 000 edifici; distrusse gli impianti della Monsanto Chemical Company e provocò l'ignizione delle raffinerie e dei serbatoi chimici sul lungomare.
L'esplosione lanciò in aria le quasi 5 800 tonnellate dell'acciaio costituenti la nave. Le stime ufficiali delle vittime ammontano a un totale di 567, tra cui tutti i membri dell'equipaggio rimasti a bordo della Grandcamp. Tutti tranne uno dei membri del gruppo di 28 dei vigili del fuoco volontari di Texas City rimasero uccisi nella esplosione iniziale sulle banchine mentre contrastavano il fuoco a bordo; in più i soccorritori sopraggiungenti da altre zone furono impossibilitati a raggiungere il sito del disastro a causa del fuoco imperversante su tutta Texas City.
La prima esplosione incendiò il nitrato di ammonio nella vicina nave da carico High Flyer, mentre l'equipaggio provò senza successo a disancorare la nave. 15 ore dopo le esplosioni a bordo della Grandcamp, la High Flyer esplose, demolendo la vicina SS Wilson B. Keene, uccidendo altre due persone ed incrementando i danni al porto ed alle altre navi ancorate a causa di schegge e materiale infuocato. Una delle eliche della High Flyer, lanciata lontano dall'esplosione e ritrovata un miglio verso l'interno, è ora parte di un parco memoriale.
La causa del principio di incendio a bordo del Grandcamp non è mai stata determinata, ma si suppone sia stato causato da una sigaretta gettata il giorno precedente, il che supporrebbe che il carico della nave sarebbe stato fumante tutta la notte sino alle avvisaglie la mattina del giorno della esplosione.